# Pískový vrch (Frýdlantská pahorkatina)
Pískový vrch je kopec ve Frýdlantské pahorkatině o nadmořské výšce 345 metrů ležící jihozápadně od obce Kunratice ve Frýdlantském výběžku na severu Libereckého kraje České republiky. Po jeho západním úbočí prochází česko-polská státní hranice, za níž se nachází město Bogatynia. Východně od vrcholu je vedena Pašerácká naučná stezka souběžně s cyklistickou trasou číslo 3039. Z geologického hlediska tvoří vrchol jíly čtvrtohorního stáří.